# Phare de West Quoddy Head
Le phare de West Quoddy Head  (en anglais : West Quoddy Head Light) est un phare actif situé sur West Quoddy Head (ceb) dans le Quoddy Head State Park (en) à Lubec, dans le Comté de Washington (État du Maine).
Il est inscrit au Registre national des lieux historiques depuis le 4 juillet 1980 .

## Historique
West Quoddy Head est une péninsule orientée vers l'est située au sud-est de Lubec et domine le détroit entre Lubec et l'île Campobello au Canada qui mène à la baie de Passamaquoddy et aux ports du fleuve Sainte-Croix. Une grande partie de la péninsule fait partie du parc national et le phare est situé sur son extrémité sud.
Mis en service le 21 avril 1808, la première station de signalisation servait à la navigation maritime dans ce secteur. Il reçut une cloche de brouillard en 1820.
La maison-phare actuelle date de 1858 et fonctionne toujours avec sa lentille de Fresnel d'origine. Elle marque la pointe la plus orientale des États-Unis. Le phare actuel comprend une tour en brique, les quartiers de l'ancien gardien à ossature bois, un bâtiment de service et un bâtiment de carburant. L'ancienne maison de gardien fait désormais office de petit musée et de centre d'accueil des visiteurs. Le centre d'accueil est ouvert tous les jours de la fin mai à mi-octobre
La West Quoddy Head Light Keepers Association , qui gère le lieu, s’emploie à la préservation du phare. La tour a été repeinte en 2003 et, en 2004 la garde côtière a restauré la lanterne.

## Description
Le phare  est une tour circulaire en brique, avec une double galerie et une lanterne de 15 m de haut, adossée à une maison de gardien en bois. La tour est peinte de petites bandes horizontales blanches et rouges et la lanterne est noire avec un dôme rouge. Il émet, à une hauteur focale de 25 m, deux longs éclats blancs de 2 secondes par période de 15 secondes. Sa portée est de 18 milles nautiques (environ 33 km).
Il est équipé d'une corne de brume émettant deux blasts par période de 30 secondes logée dans un bâtiment en brique.

## Caractéristiques dufeu maritime
Fréquence : 15 secondes (W-W)
- Lumière : 2 secondes
- Obscurité : 2 secondes
- Lumière : 2 secondes
- Obscurité : 9 secondes

Identifiant : ARLHS : USA-880 ; USCG : 1-1040 - Amirauté : H4162 .
|                  |
| West Quoddy Head |

|          |
| Le phare |

|          |
| Le phare |

|                                                                  |
| Marqueur de pierre pour le point le plus oriental des États-Unis |